# Arriva (Postdienst)
Die arriva GmbH ist ein privates Postunternehmen mit Sitz in Freiburg, das im September 2000 als Gemeinschaftsunternehmen vom Badischen Verlag sowie dem Medienhaus Südkurier gegründet wurde und am 7. März 2001 von der Regulierungsbehörde die Lizenz für die Briefzustellung in Deutschland erteilt bekam. Seitdem spezialisierte sich arriva auf die Zustellung von Standardsendungen sowie inhaltsgleichen Massensendungen. Im Jahr 2014 kam der Paketversand als Zusatzleistung hinzu.
Durch die Zustellung von mehr als 70 Millionen Sendungen erwirtschaftete das Unternehmen 2020 einen Jahresumsatz von rund 25,9 Millionen Euro und zählt damit nach eigenen Angaben zu einem der größten privaten Briefdienstleister in Baden-Württemberg. In der Verwaltung, Produktion, Sortierung und im Versand beschäftigt arriva rund 200 Mitarbeiter (Stand 2020). Die meisten Zustellungen fallen im Bereich Südbaden an und werden von einem Schwesterunternehmen mit etwa 2000 Mitarbeitern übernommen. Im übrigen Deutschland erfolgt die Zustellung durch andere private Postunternehmen aus dem Verbund der Mail Alliance. In seltenen Fällen wird die Zustellung auch an die Deutsche Post AG vergeben. International kooperiert arriva mit der Österreichischen Post.

## Geschichte
Mit der Absicht der Deutschen Post im Südwesten von Deutschland Konkurrenz zu machen, gründeten der Badische Verlag und der Südkurier im September 2000 das Gemeinschaftsunternehmen arriva. Zunächst konzentrierte sich das private Postunternehmen auf Geschäftskunden und bot Briefsendungen im Vergleich zur Deutschen Post zwischen 15 und 35 % günstiger an. 2005 erfolgte dann der Einstieg in das Privatkundengeschäft.
Im Sommer 2009 erwarb die niederländische TNT Post (später umfirmiert zu Postcon) eine Minderheitsbeteiligung von 25,1 % an der arriva GmbH. Durch die Kooperation konnte arriva auf das Zustellnetz von TNT zurückgreifen und damit seinen nationalen Briefversand verbessern. 2010 schloss sich arriva zudem der Mail Alliance an. Mit diesem Schritt sollte der Konkurrenzdruck auf die Deutsche Post weiter erhöht und gleichzeitig die Zusammenarbeit mit anderen privaten Postunternehmen in Deutschland ausgebaut werden.
Aufgrund der stetigen Zunahme der Versandmenge und der Ausweitung des Zustellgebietes nach Norden eröffnete arriva 2011 zusätzlich zu den beiden bestehenden Sortierzentren in Freiburg und Singen ein weiteres Sortierzentrum in Ettlingen bei Karlsruhe. 2014 nahm arriva den Paketversand auf.
Mitte 2019 gab der bisherige Anteilseigner Postcon seine Gesellschaftsanteile wieder zu gleichen Teilen an die beiden anderen Gesellschafter zurück. Ende desselben Jahres kündigte arriva den Rückzug auf die südlichen Postleitregionen an und gab das 2011 eröffnete Sortierzentrum in Ettlingen mit rund 60 Beschäftigten auf.